# Sørfjorden (Indre Fosen)
 For alternative betydninger, se Sørfjorden. (Se også artikler, som begynder med Sørfjorden)
Sørfjorden er en fjordarm af Stjørnfjorden i Indre Fosen kommune i Trøndelag fylke i Norge. Fjorden er seks kilometer lang og har indløb mellem Holsundet i nordvest og Tøndervik i sydøst. Råkvåghalvøen går mod sydvest i de indre dele af Stjørnfjorden og deler den i to, Sørfjorden i syd og Nordfjorden på den modsatte side.
bebyggelserne  Husbysjøen og Mælan ligger ved de indre dele af den nordøstliggående fjord, og udgjorde sammen med andre bebyggelser kommunecenteret i  den  tidligere Stjørna kommune, som også hedder Sørfjorden.
Fylkesvej 718 går langs sydrsiden af fjorden, mens fylkesvej 133 går langs nordsiden i den indre del af fjorden.